# Germán Sánchez (simhoppare)
Germán Sánchez, född den 24 juni 1992 i Guadalajara, är en mexikansk simhoppare.
Han tog OS-silver i synkroniserade höga hopp i samband med de olympiska simhoppstävlingarna 2012 i London.